# MH-1A

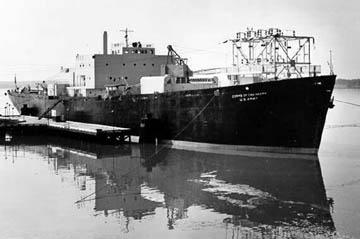
MH-1A, 1967.

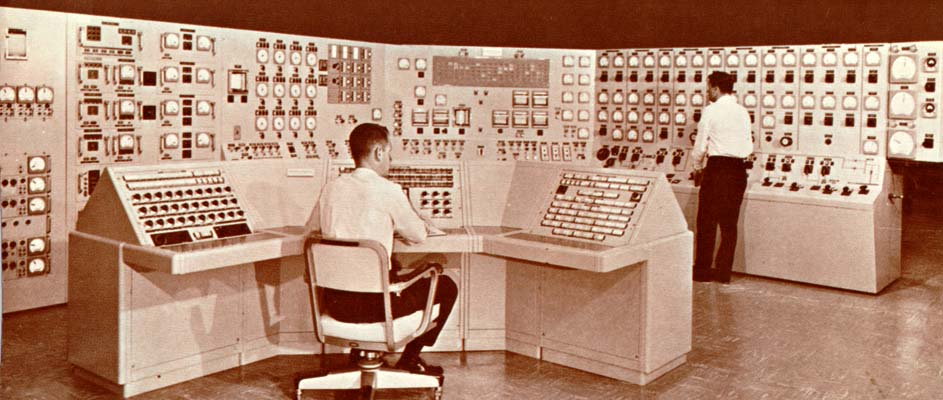
MH-1A control room simulator at Fort Belvoir.

MH-1Aは歴史上初めての水上に浮かんだ原子力発電設備である。
リバティ・シップ（Liberty ship）から改造された「スタージス号」（Sturgis）に原子力発電設備を載せ、1968年から1975年までパナマ運河地帯で10MWの電力と浄水を供給した、米陸軍核動力プログラムの1つである。
「スタージス号」は改造を受ける以前はSS Charles H. Cugleと呼ばれていた船体番号3145のリバティ・シップであった。1969年に解体された「ウイリアム・スタージス号」（SS William Sturgis）とは別の船である。
list of Liberty ships （英語）を参照のこと